# 埃申貝格山
47°28′43″N 8°44′5″E / 47.47861°N 8.73472°E

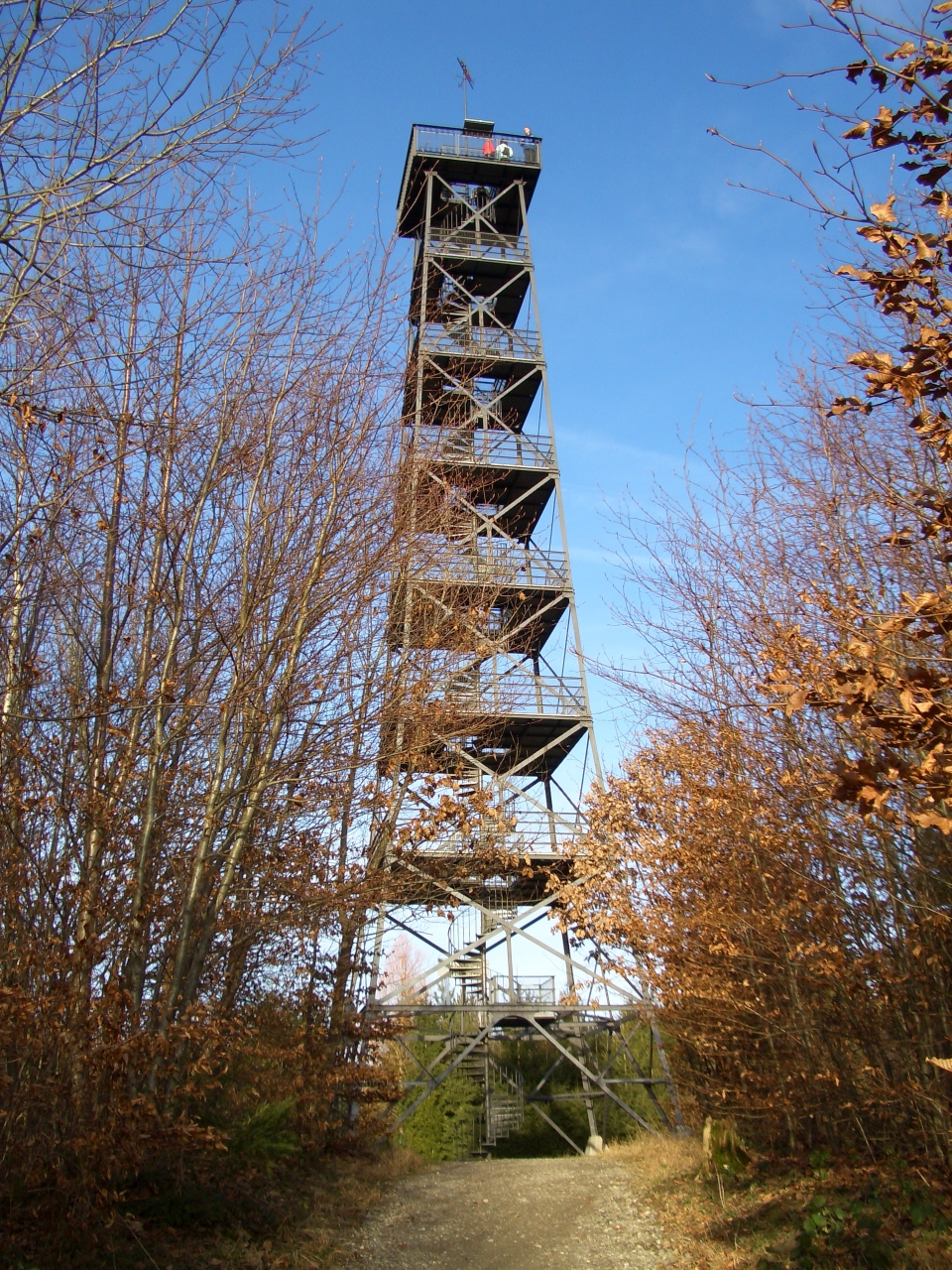

埃申貝格山（Eschenberg），是瑞士的山峰，位於該國北部，由蘇黎世州負責管轄，處於溫特圖爾，海拔高度597米，該山峰是2003年世界定向錦標賽的比賽地點。